# Callum Voisin
Callum Voisin, né le 6 mars 2006 à Genève, est un pilote automobile britannico-suisse courant sous licence britannique. Il remporte le championnat de Formule 3 britannique en 2023 et participe en 2024 au championnat de Formule 3 FIA.

## Biographie

### Première saison en monoplace
Callum Voisin commence sa carrière dans le sport automobile en 2022, à l'âge de quinze ans, dans le championnat de Ginetta Junior Championship avec l'écurie R Racing. Il remporte sept victoires, décroche trois pole positions, six meilleurs tours, monte sur onze podiums et se classe sixième du championnat. En 2022, Voisin rejoint le championnat de Formule 3 britannique dans l'écurie Carlin où il fait équipe avec Roberto Faria et Javier Sagrera,. Il commence sa saison avec trois arrivées dans les points à Oulton Park. Il décroche son premier top 5 lors de la manche suivante à Silverstone, puis sa première victoire en monoplace à Donington Park,. Lors de la manche suivante à Snetterton, il remporte une nouvelle victoire après avoir obtenu sa première pole position.
Il décroche un nouveau podium lors de la manche de Spa-Francorchamps où, initialement déclaré vainqueur de la troisième course, il est rétrogradé à la deuxième place au profit de Tommy Smith, à la suite d'une infraction sous drapeau rouge,. La semaine suivante à Silverstone, il décroche une paire de pole positions mais ne parvient pas à les convertir en victoires, se contentant de deux deuxième places,. Après deux autres arrivées dans les points à Brands Hatch, il remporte une troisième victoire à Donington Park ce qui lui permet de se classer quatrième du championnat devant ses deux coéquipiers,. Il décroche cependant la Jack Cavill Pole Position Cup qui récompense le pilote obtenant le plus de pole positions. En fin d'année, il est l'un des dix finalistes de l'Autosport BRDC Award décerné par Aston Martin.

### Champion de Formule 3 britannique

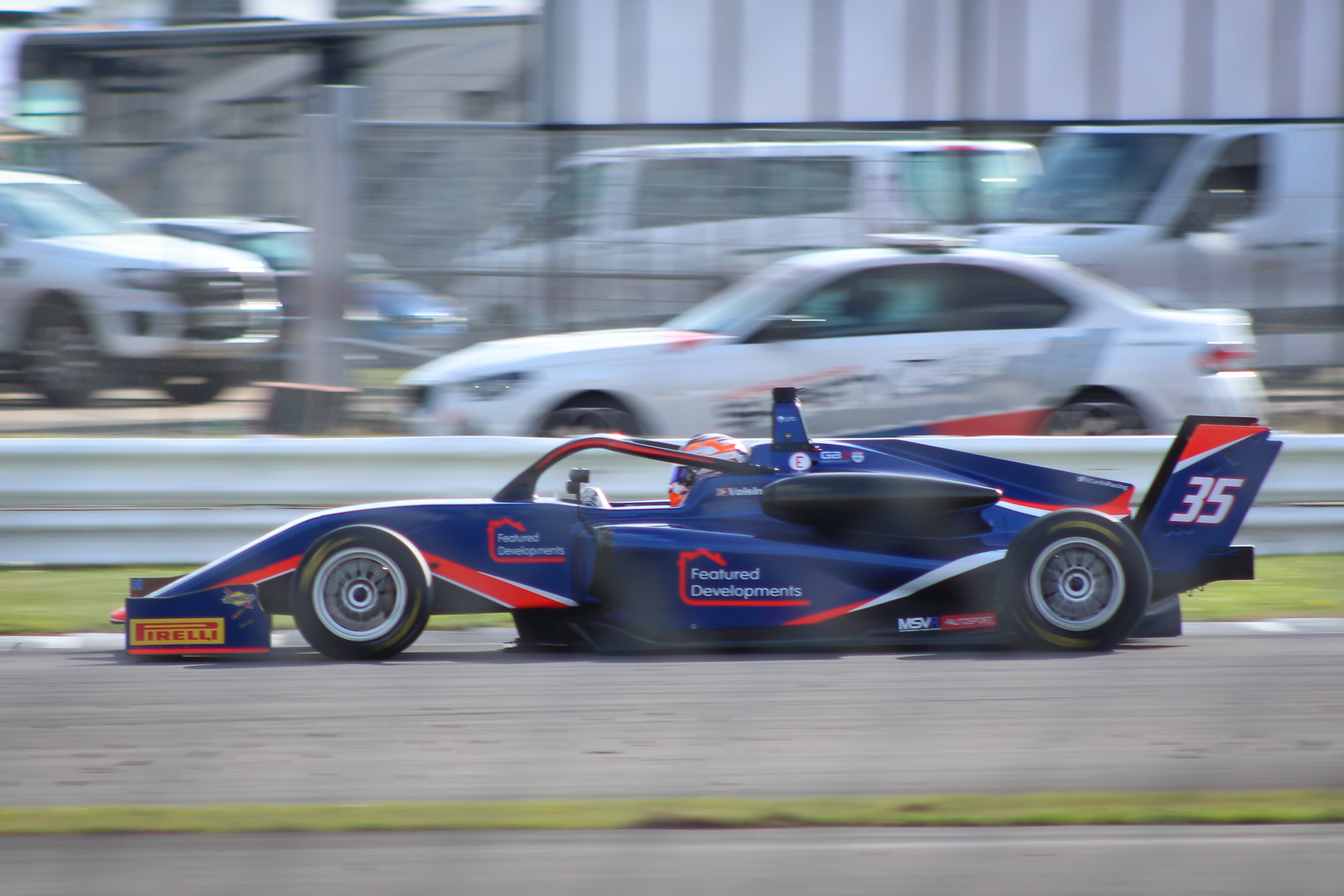
Callum Voisin en F3 britannique en 2022 à Silverstone.

Pour la saison 2023, Voisin se réengage avec Carlin pour une deuxième année de F3 britannique. Il démarre sa saison avec deux podiums lors de la première manche à Oulton Park, puis un autre lors de la première manche de Silverstone. A Spa-Francorchamps, il décroche deux pole positions mais ne parvient pas à les convertir en victoires, terminant à chaque fois deuxième. Il obtient deux autres podiums lors des deux manches suivantes à Snetterton et à Silvertone. Il remporte sa première victoire de la saison à Brands Hatch, après avoir terminé deuxième sur le même circuit. Après trois arrivées dans les points à Zandvoort, il remporte une deuxième victoire et un ultime podium à Donington Park. Il décroche le titre de champion avec 484 points devant Alex Dunne et Joseph Loake. A la fin du mois d'octobre, il participe à des essais en USF Pro 2000 Championship, organisés sur l'Indianapolis Motor Speedway avec l'écurie Jay Howard Driver Development.

### Formule 3 FIA

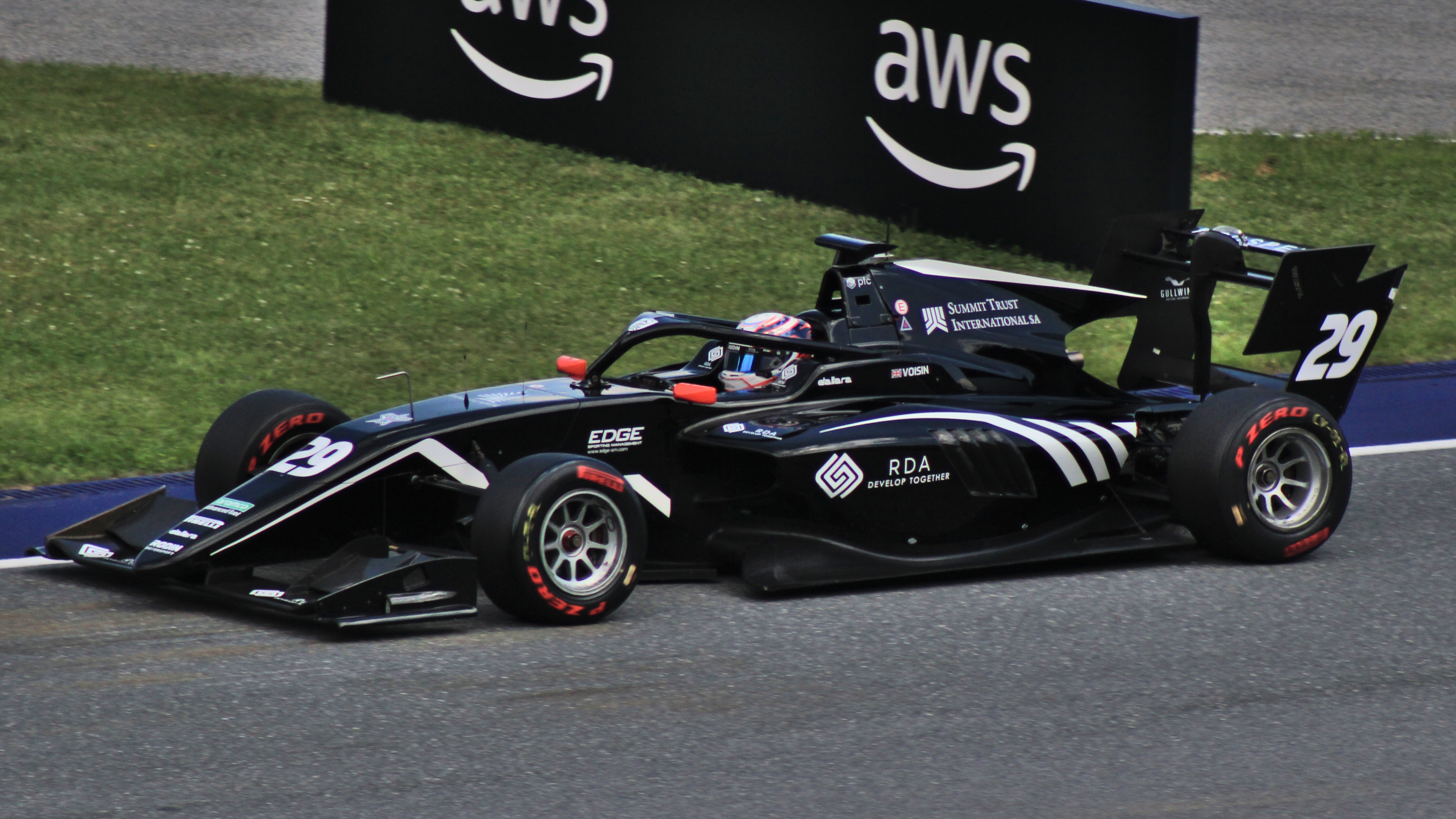
Callum Voisin en Formule 3 FIA en 2024 à Spielberg.

En octobre 2023, Voisin participe aux essais d'après saison de la Formule 3 FIA, toujours avec Carlin, qui change de nom pour devenir Rodin Motorsport,. Le 4 janvier 2024, Voisin est officiellement confirmé dans cette écurie pour la saison 2024. 
Pour la première manche de la saison, à Bahreïn, il termine dix-septième. Le Britannique marque ses premiers points à Silverstone avec une quatrième place en course sprint. Le lendemain il obtient son premier podium avec une troisième place en course principale. Il décroche sa première pole position à Spa-Francorchamps, devant Alex Dunne. Deux jours après, il remporte sa première victoire dans le championnat lors de la course principale. Voisin termine douzième du championnat avec 67 points.

## Carrière

### Résultats en monoplace
| Saison | Championnat                 | Écurie           | Courses | Victoires | Pole positions | Meilleurs tours | Podiums | Points | Classement |
| ------ | --------------------------- | ---------------- | ------- | --------- | -------------- | --------------- | ------- | ------ | ---------- |
| 2021   | Ginetta Junior Championship | R Racing         | 25      | 7         | 3              | 6               | 11      | 415    | 6e         |
| 2022   | Formule 3 britannique       | Carlin Racing    | 24      | 3         | 5              | 4               | 6       | 359    | 4e         |
| 2023   | Formule 3 britannique       | Rodin Carlin     | 23      | 2         | 6              | 1               | 11      | 484    | Champion   |
| 2024   | Formule 3 FIA               | Rodin Motorsport | 20      | 1         | 1              | 1               | 2       | 67     | 12e        |
| 2024   | Formule 3 britannique       | Rodin Motorsport | 3       | 0         | 0              | 1               | 1       | 40     | 24e'       |
| 2025   | Formule 3 FIA               | Rodin Motorsport | 17      | 0         | 0              | 0               | 1       | 48     | 15e        |